# Disney's Yacht & Beach Club Resort
Le Disney's Yacht & Beach Club Resort est un complexe hôtelier de Walt Disney World Resort. Il se situe en bordure du Crescent Lake, entre Epcot et les Disney-MGM Studios et comprend trois hôtels :
- le Disney's Beach Club Resort
- le Disney's Yacht Club Resort
- les Villas du Disney's Beach Club Resort est un Disney Vacation Club

Le complexe hôtelier a ouvert le 5 novembre 1990. Il comprend 635 chambres et 30 suites dans le Yacht Club, 584 chambres et 29 suites dans le Beach Club et enfin 208 appartements dans le Disney Vacation Club.

## Le thème
Le complexe hôtelier permet de revivre dans une station balnéaire de la côte est des États-Unis, principalement la Nouvelle-Angleterre dans les années 1870 à 1880, avec d'un côté une plage, de l'autre une marina. Les deux parties sont séparées par un ponton terminé par un phare et une zone de jeux en bord de plage baptisée Stormalong Bay.

## Les bâtiments
Les deux hôtels de cinq étages sont reliés par un bâtiment hébergeant les restaurants et boutiques. Derrière cette jonction un centre de congrès a été construit au-dessus d'un canal délimitant au nord le complexe et le séparant des parkings. Au sud le complexe donne sur le Crescent Lake et fait face au Disney's BoardWalk. Tout l'ensemble (de même que le BoardWalk) est l'œuvre de l'architecte Robert AM Stern.
L'aile supplémentaire pour le DVC a été construite en 2002 et est située à l'arrière du Beach Club. Chaque hôtel possède sa propre entrée avec une grande porte cochère en bordure du canal et accessible par un pont.
Le côté sud du complexe est une succession de cours encadrées par des décrochements ou des avancées du bâtiment. À l'intérieur un immense couloir traverse le complexe de bout en bout, soit près de 1200 m.

### Le Disney's Yacht Club Resort

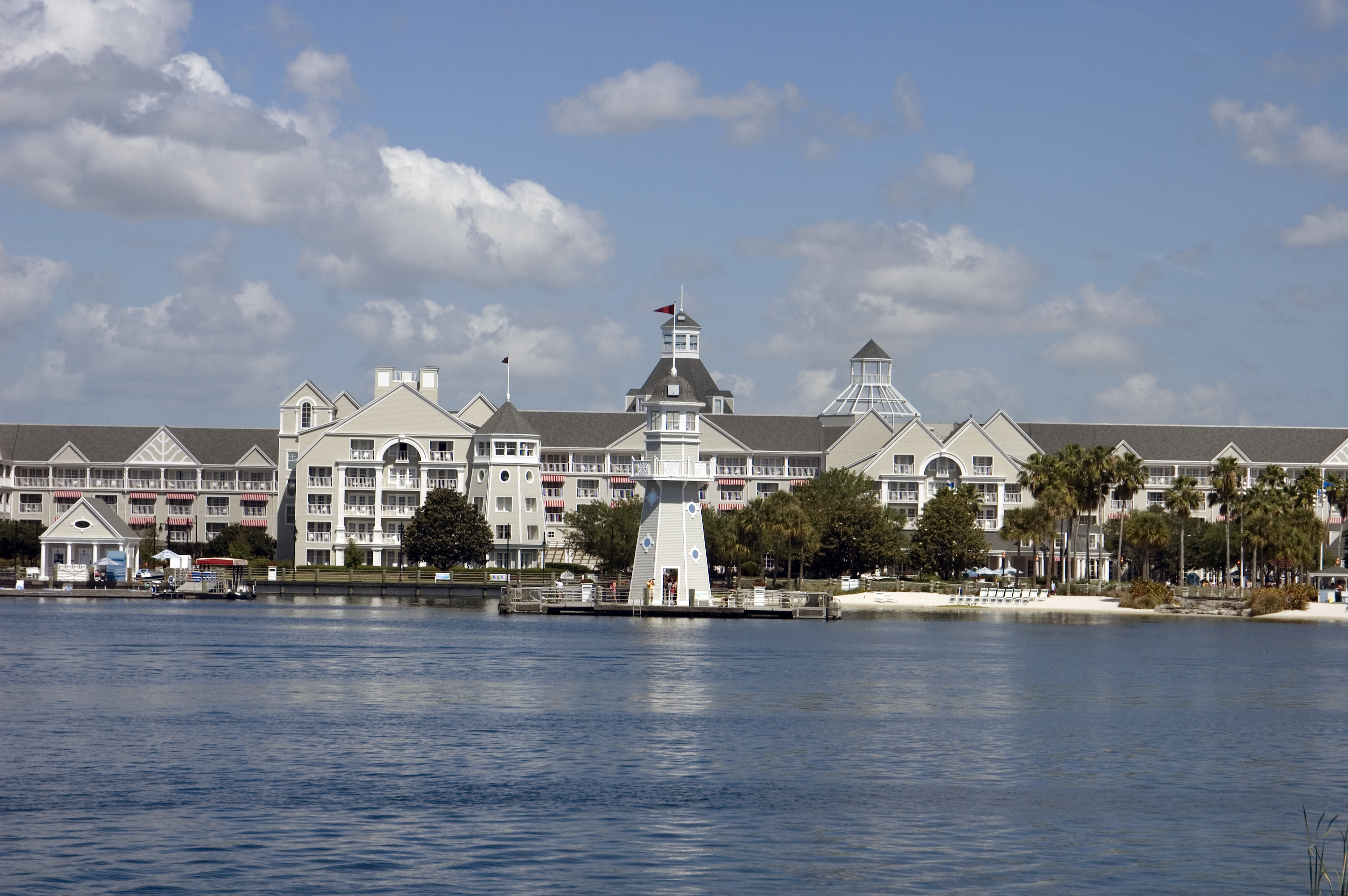
Façade du complex "Disney's Yacht Club"

Ici ce sont les ports de la Nouvelle-Angleterre dans les années 1880 qui sont à l'honneur dans un bâtiment de couleur bleu et blanc.
Cette partie est située à l'ouest du complexe. Côté lac, le hall donne sur une cour qui se prolonge par le ponton et son phare. La cour située ensuite à l'ouest accueille un kiosque, plutôt une folie (gazebo), pour des mariages au bord d'un port, celui de la marina qui donne son nom à l'hôtel. Derrière le bâtiment une petite piscine existe avec, depuis 2002, un terrain de tennis.

### La partie commune
C'est la section comprise entre les deux portes cochères et les deux halls d'hôtels. Côté canal c'est le centre de congrès et une zone de service cachée entre les salles de conférences et les restaurants.
Le bâtiment, peu moins haut que les hôtels, accueille plusieurs restaurants, boutiques, et d'autres activités. Au pied du bâtiment, côté lac Stormalong Bay est une zone de loisirs de plus d'un hectare avec de nombreux bassins, presque un parc aquatique.
Le ponton à l'ouest délimite la zone d'un côté et mène au hall du Yacht Club tandis qu'une épave est située à l'est de la zone, juste avant un chemin qui mène au hall du Beach Club.

### Le Disney's Beach Club Resort

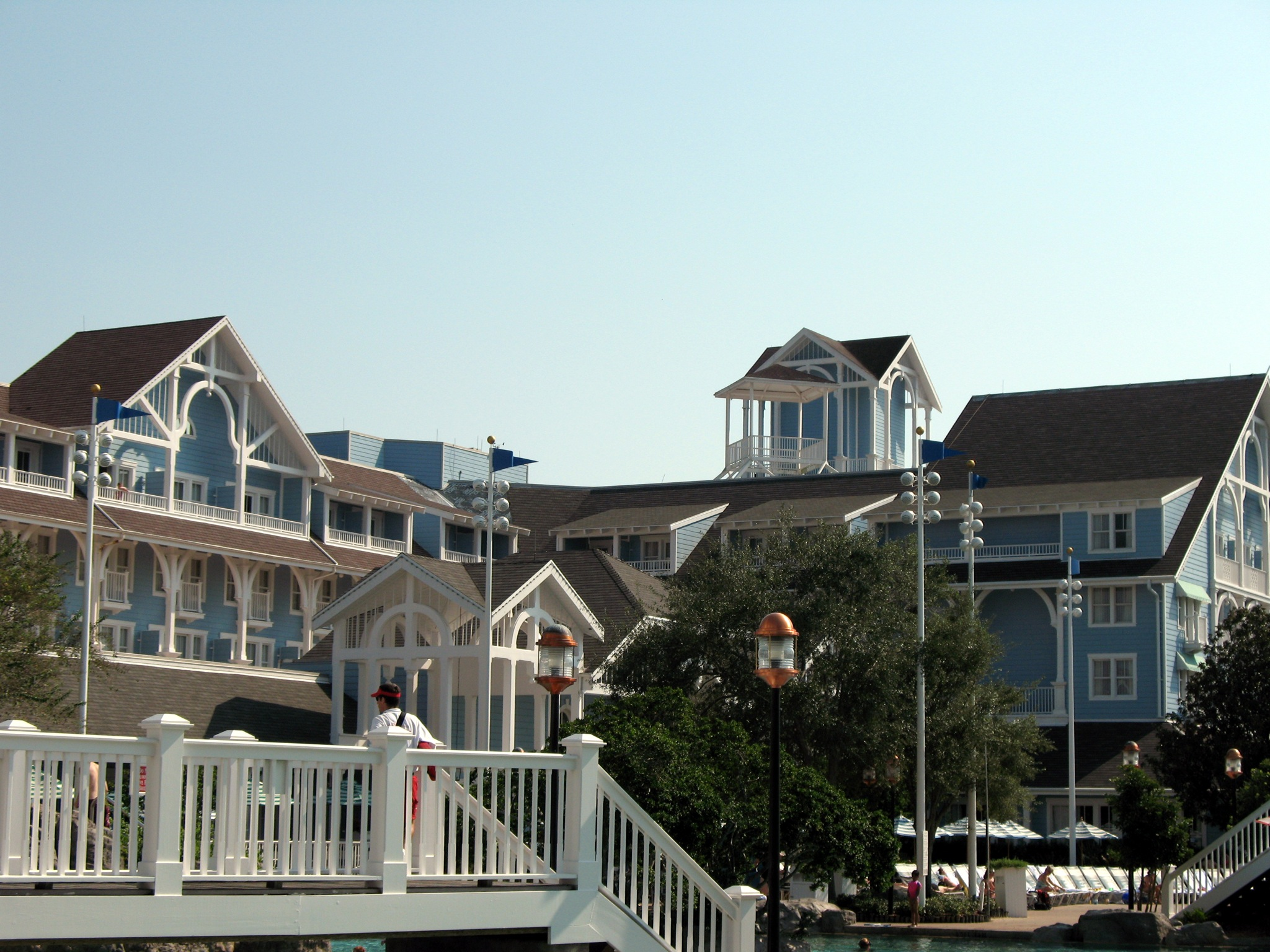
Façade du complex "Disney's Beach Club"

Ici ce sont les plages de la Nouvelle-Angleterre dans les années 1870 qui sont à l'honneur dans un bâtiment de couleur bleu pâle.
Cette partie est située à l'est du complexe. Côté lac, le hall donne sur une cour qui se prolonge par un terrain de criquet (malheureusement disparu au profit du gazon). La cour située ensuite à l'est accueille un terrain ensablé pour du beach-volley. Les deux cours aboutissent à une plage qui longe le lac depuis le ponton jusqu’à l'extrémité de l'hôtel. C'est la plage qui donne son nom à l'hôtel. Dans la dernière cour une piscine est installée en bordure de plage.

### L'aile Disney Vacation Club
L'aile construite en 2002 enjambe en partie le canal pour permettre l'accès direct depuis le parking. Elle est de couleur bleue légèrement vert d'eau. Le bâtiment prend la forme d'un Y avec une branche supérieure menant à la porte cochère du Beach Club, l'autre branche supérieure enjambant le canal. Une petite avancée simule une jonction entre les deux parties de l'hôtel. Une piscine a été construite dans le creux des branches supérieures du Y, le long du canal.
La construction détruisit deux terrains de tennis et une gare de bus. La gare fut déplacée de l'autre côté du canal accessible grâce à un nouveau pont piétonnier mais les tennis furent définitivement perdus. Un terrain fut toutefois construit à l'opposé près de la piscine du Yacht Club.

## Les services de l'hôtel

### Les chambres
Les chambres et suites sont spacieuses et décorées avec des motifs nautique ou de plage.
- Les chambres peuvent accueillir au maximum 5 personnes. Elles comprennent une grande salle de bains, un espace de toilette séparé et un balcon lumineux. Les prix en 2005, d'après le site officiel, pour une nuit débutent à partir de :
  - 470 $ pour les chambres avec vue sur le lagon, les jardins ou la forêt.
  - 345 $ pour les chambres avec vue sur le canal ou une piscine (Water/Pool View
  - 289 $ pour la chambre standard

Il est possible d'avoir une chambre plus large avec l'option Deluxe à partir de 455 $.
- Les suites peuvent accueillir jusqu’à 8 personnes.
  - Au Yacht Club : Suite une chambre (495 $) pour 3
  - Au Yacht Club : Suite Nantucket (760$) pour 2 avec une salle de bain et une douche
  - Au Yacht Club : Suite deux chambres (1 135$) pour 8
  - Au Yacht Club : Suite présidentielle (1 560$) pour 6, avec deux chambres, un salon, un bureau, une salle à manger, un bar, un jacuzzi et un plus grand balcon.
  - Au Beach Club : Suite Junior (525 $) pour 4 avec deux lits simples et un convertible.
  - Au Beach Club : Suite deux chambres (1 135$) avec deux options
    - Normale pour 4 avec deux chambres, deux salles de bains et un salon
    - Tourelle pour 8 avec deux chambres et deux salles de bains et sont situés dans les tours de l'hôtel.

  - Au Beach Club : Suite Vice-présidentielle (1 220 $) pour 6 avec deux chambres, une salle de bains et un salon.
  - Au Beach Club : Suite Amiral pour 6 avec deux chambres, deux salles de bains, un salon et une kitchenette.
  - Au Beach Club : Suite Présidentielle (1 560 $) pour 6 avec deux chambres et deux salles de bains

### Les villas duDisney Vacation Club
Les villas sont en réalité des appartements classés selon deux critères, la vue et le type. Les vues possibles sont celle sur la piscine ou le canal (Water View), sur les bois (Garden/Wetlands View), les jardins (Courtyard View) ou sur le parc d'Epcot (Epcot View).
Pour l'autre critère, il existe le type studio avec un lit, un convertible dans le salon et une kitchenette. Un micro-onde, une machine à café et un réfrigérateur sont à votre disposition dans le coin cuisine.

### Les restaurants et bars
- Yacht Club Galley est le restaurant situé dans le Yacht Club entre le hall de cet hôtel et la partie commune. Il donne sur Stormalong Bay. Il propose à la carte des plats américains traditionnels dans une ambiance de café-restaurant.
- Cape May Cafe est le restaurant situé dans le Beach Club entre le hall de cet hôtel et la partie commune. Il donne sur Stormalong Bay. Il propose dans un décor balnéaire et une ambiance familiale des spécialités de la mer. Les moules, clams, et autres fruits de mers côtoient tout de même des pâtes et du poulet, le homard est toutefois en option payante. Au petit-déjeuner Dingo et ses amis s'invitent à table.

Dans la partie commune on trouve:
- Beaches & Cream Soda Shop (près du Beach Club) est le lieu favori pour les desserts dont diverses glaces, des sundaes et des milkshakes mais aussi avec une fontaine de soda, comme il était courant à la fin du XIXe siècle.
- Hurricane Hanna's Grill est situé entre Stormalong Bay et la plage. C'est un fast food et un bar de plage.
- Yachtsman Steakhouse (près du Yacht Club)  est un restaurant de spécialités de viandes rouges mais des fruits de mers et de la volaille sont aussi au menu de la carte.
- Ale and Compass est un bar situé dans le hall du Yacht Club qui sert des cafés et autres boissins pour se détendre après les visites de la journée.
- Crew's Cup est un bar avec un grand assortiments de bières à côté Yachtsman Steakhouse.
- Martha's Vineyard est une brasserie qui sert des vins américains et internationaux au verre ou à la bouteille. Il est situé à côté du Beaches & Cream Soda Shop.
- Rip Tide est un bar situé dans le hall du Yacht Club qui sert des vins, et des cocktails.

### Les boutiques
Le complexe comprend deux boutiques, l'une dans le Yacht Club et l'autre dans le Beach Club.  
- Fittings & Fairrings, Clothes & Notions est une boutique tout en un, avec des vêtements, des objets et des peluches Disney ou sur le thème des bateaux. Elle est située juste à droite du hall du Yacht Club et donne sur la seconde cour avec le kiosque.
- Atlantic Wear and Wardrobe Emporium est la boutique équivalente sur le thème de la plage. Elle est située juste à gauche du hall principal du Beach Club et donne sur la cour avec le terrain de volley.

### Les activités possibles
- Stormalong Bay est un mini-parc aquatique de 1,2 ha. Il comprend un lagon pour la baignade calme, un autre avec du courant, des jets d'eau et des bancs de sable. Des bains bouillonnants entourent les bassins. Une épave échouée entre le lagon et le lac de Crescent Lake héberge un toboggan et une aire de jeux.
- Trois piscines sont aussi à la disposition des résidents avec pour chacune un bain bouillonnant.
  - à l'extrême ouest, derrière le bâtiment du Yacht Club
  - à l'extrême est, côté plage du Beach Club
  - au creux de l'aile Disney Vacation Club
- Le Sandcastle Club est un centre pour les jeunes entre 4 et 12 ans de 16 h à minuit (5$ de l'heure) Les enfants peuvent même manger.
- Le Lafferty Place Arcade situé entre le centre de remise en forme et le glacier, permet de se détendre devant 60 jeux vidéo et autres flippers.
- Le Ship Shape est un centre de remise en forme avec des machines cardiovasculaire, sauna, bains bouillonnants, et des séances de massages.
- Le Periwig Salon, un barbier/coiffeur/salon de beauté est disponible entre le Yachtsman Steakhouse et le centre de remise en forme.

### Le centre de congrès
L'hôtel comprend un centre de congrès modulable de 10 000 m2. L'entrée peut se faire par la porte cochère, la rotonde Asbury Rotunda avec son foyer homonyme côté Yacht Club ou la porte du foyer Cape Cod Lobby côté Beach Club. De la rotonde part un chemin couvert jusqu'au hall principal du Yacht Club puis aux chambres de l'hôtel.
Le 13 septembre 2018, un nouvel espace de congrès de 28 000 pieds carrés (2 601 m2) ouvre au sein du Disney's Yacht & Beach Club Resort.
Il comprend :
- une grande salle, la Grand Harbor Ballroom modulable en 10 pièces
- une salle moyenne, le Asbury Hall modulable en 4 pièces avec une petite cour extérieure
- une petite salle, le Cape Cod Hall modulable en 4 pièces
- trois petits salons, le Hampton et le Sayhook encadrent la porte cochère et le Stonington jouxte le Cape Cod Hall
- plusieurs salles de services

Des quais de déchargement et des couloirs de services sont disponibles pour faciliter les va-et-vient en coulisses.

## Diverses et Notes
Cet ensemble hôtelier servit pour illustrer les publicités avant l'ouverture du Disney's Newport Bay Club de Disneyland Paris en 1992.
En 2016, Disney World entame un procès pour surévaluation du complexe hôtelier par les services fonciers de Comté d'Orange qui avaient réévalué la propriété à 336 millions d'USD au lieu des 188 millions déclarés par Disney. Le 3 juillet 2018, à la suite de ce procès, Disney reçoit 1,2 million d'USD de trop-perçus,.